# Jewgienija Atamanowa
Jewgienija Aleksandrowna Atamanowa (ros. Евгения Александровна Атаманова; ur. 27 grudnia 1987) – rosyjska zapaśniczka startująca w stylu wolnym. Szósta w Pucharze Świata w 2009. Druga w mistrzostwach Rosji w 2009 i trzecia w 2007 i 2008 roku.